# Picasso – twórca i niszczyciel
Picasso – twórca i niszczyciel (ang. Surviving Picasso) – amerykański film biograficzny z 1996 roku w reżyserii Jamesa Ivory’ego, zrealizowany na podstawie powieści Arianny Stassinopoulos Huffington. Film przedstawia życie Picassa w okresie związku z Françoise Gilot. Zdjęcia kręcono w Paryżu.

## Obsada
- Anthony Hopkins – Pablo Picasso
- Natascha McElhone – Françoise Gilot
- Julianne Moore – Dora Maar
- Joss Ackland – Henri Matisse
- Dennis Boutsikaris – Kootz

i inni